# Livet-sur-Authou
Livet-sur-Authou ist eine französische Gemeinde mit 165 Einwohnern (Stand 1. Januar 2022) im Département Eure in der Region Normandie. Sie gehört zum Kanton Brionne.

## Geografie
Livet-sur-Authou liegt am Ostrand des Lieuvin, 16 Kilometer nordöstlich von Bernay und 5,2 Kilometer nordwestlich von Brionne, zwischen den Nachbargemeinden Brétigny im Südosten, Authou im Nordosten und Saint-Benoît-des-Ombres im Nordwesten. Der Authou war der Name eines Teils eines Wasserlaufs, der heute bei Livet-sur-Authou nach einem Leprosorium Croix Blanche heißt und in Authou nur le torrent (‚ der Wildbach‘) genannt wird. Erst nachdem er Authou passiert hat, wird er von der Bevölkerung heute noch Authou genannt. Dieser Name des Wasserlaufs lautet aber im Internetangebot des Office national de l’eau (‚nationales Wasseramt‘) auf ganzer Länge La Croix Blanche.
Livet-sur-Authou ist eine der Gemeinden im Département Eure, wo es sogenannte Marnières gibt. Dabei handelt es sich um alte Mergelgruben, die notdürftig mit Schutt gefüllt worden sind. Sie können sich nach starkem Regen öffnen, wenn die Schuttfüllung in die Seitengänge geschwemmt wird. Während der Unwetter im Dezember 1999 traten Überschwemmungen in Livet-sur-Authou auf, die mit der besonderen Beschaffenheit des tonhaltigen Bodens zusammenhängen.
Livet-sur-Authou ist einer Klimazone des Typs Cfb (nach Köppen und Geiger) zugeordnet: Warmgemäßigtes Regenklima (C), vollfeucht (f), wärmster Monat unter 22 °C, mindestens vier Monate über 10 °C (b). Es herrscht Seeklima mit gemäßigtem Sommer.

## Geschichte
Livet-sur-Authou wurde als Liveht 1170 erstmals urkundlich im Kopialbuch der Abtei Saint-Pierre de Préaux in Les Préaux erwähnt, später wurde es daselbst als Liveth und Liveit erwähnt.
Der Ortsnamensteil Livet geht zurück auf das Zusammenziehen des Artikels Le mit dem französischen Wort für Eiben, if, und der gallo-römischen Endung etu (-et, -ey oder -ay auf Französisch). Das Wort if geht auf das gallische Stammwort ivos oder auf das germanische Stammwort īwa zurück.
Herzog Richard II. der Normandie (966–1027) schenkte den gesamten „Wald von Vièvre“ seinem Onkel Raoul d’Ivry († nach 1015). Zu diesem Wald gehörte auch das heutige Gemeindegebiet von Livet-sur-Authou. Die Nachfolgenden Seigneurs von Livet nahmen den Namen der Ortschaft an und werden als solche bis ins 14. Jahrhundert hinein erwähnt.
In der ersten Hälfte des 15. Jahrhunderts gehörten die Ländereien von Livet Jean du Bosc, dem damaligen Seigneur von Brétigny und Authou. Zu Beginn des 16. Jahrhunderts gehörten sie Charles le Boucher, dann Charles Le Cousturier, der 1666 wegen Nobilitätsanmaßung verurteilt wurde. Er war verboten, zu behaupten, dass man adelig sei, wenn man es nicht war. Trotzdem blieb Livet im Besitz der Familie. 1760 besaß Scipio Le Franc Le Cousturier nahe der Kirche von Livet ein Herrenhaus. Vor der Französischen Revolution (1789–1799) war Jean-Jacques Régis de Cambacérès (1753–1824) letzter Besitzer der Länderen von Livet. Diese Ländereien bestanden vor allem aus wildreichem Wald. Nach seinem Tod wurden die Ländereien an den Politiker Jean Rondeaux verkauft. Rondeauxs Enkel, der Historiker Arthur Join-Lambert (1839–1917), ließ das heutige Schloss ab 1879 nach Plänen des Architekten Juste Lisch (1828–1910) erbauen, in einem Stil, der an mittelalterliche Bauweise erinnern sollte. Außerdem schuf er um das Schloss herum einen englischen Landschaftsgarten.
1793 erhielt Livet-sur-Authou als Livet sur Authon im Zuge der Französischen Revolution den Status einer Gemeinde und 1801 durch die Gemeindereform unter Napoleon Bonaparte das Recht auf kommunale Selbstverwaltung.
| Jahr      | 1793 | 1831 | 1872 | 1936 | 1946 | 1968 | 1975 | 1990 | 2007 | 2017 |
| --------- | ---- | ---- | ---- | ---- | ---- | ---- | ---- | ---- | ---- | ---- |
| Einwohner | 352  | 360  | 260  | 202  | 232  | 172  | 194  | 126  | 138  | 150  |

Am meisten Einwohner hatte Livet-sur-Authou 1831 (360). Die Bevölkerungszahl nahm in der zweiten Hälfte des 19. Jahrhunderts langsam ab. Diese Entwicklung setzte sich im 20. Jahrhundert fort, bis die Gemeinde 1990 schließlich nur noch 126 Einwohner hatte. Seitdem hat sich die Einwohnerzahl leicht erholt.

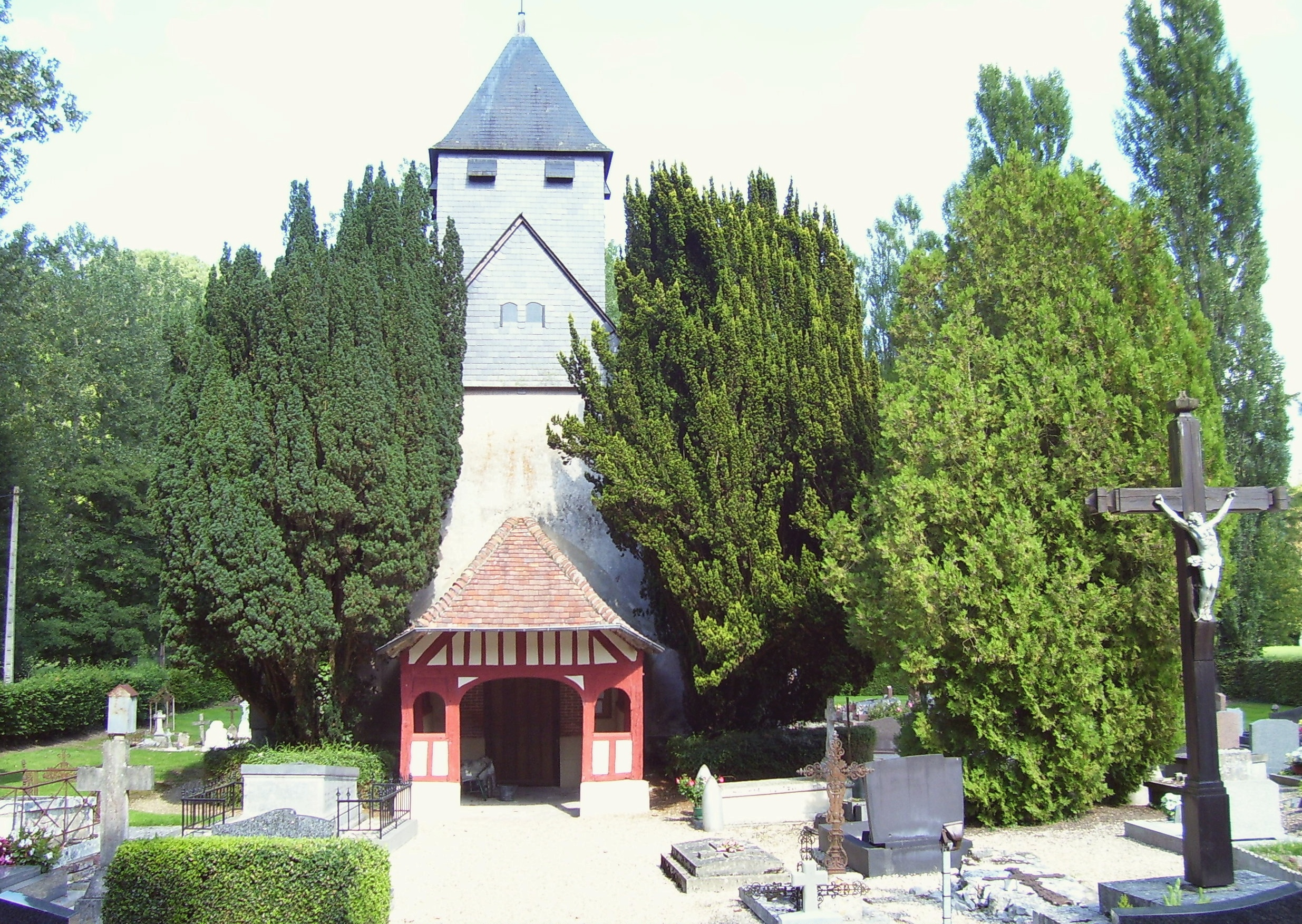
Kirche Notre-Dame

## Sehenswürdigkeiten
Die Eiben und der Portalvorbau der Kirche sind offiziell als Site classé (Naturdenkmal) eingestuft.
Die Kirche Notre-Dame stammt aus dem 16. Jahrhundert. In der Kirche befinden sich zwei Objekte die als Monument historique („historisches Denkmal“) klassifiziert sind. Ein steinernes Relief aus dem 15. Jahrhundert stellt die „Jungfrau mit dem Kinde“ dar. Das zweite Objekt ist ein Gemälde, das irrtümlich auf das 16. Jahrhundert datiert worden war. Es wurde zu Beginn des 20. Jahrhunderts gemalt und zeigt den Heiligen Sebastian.

## Wirtschaft
Auf dem Gemeindegebiet gelten kontrollierte Herkunftsbezeichnungen (AOC) für Calvados und Pommeau (Pommeau de Normandie) sowie geschützte geographische Angaben (IGP) für Schweinefleisch (Porc de Normandie), Geflügel (Volailles de Normandie) und Cidre (Cidre de Normandie und Cidre normand).